# 71: في النار
71: في النار (بالكورية: 포화 속으로)‏ هو فيلم دراما حربي كوري يتحدث عن قصة حقيقية من مذكرات أحد الطلاب الذين اشتركوا في الحرب الكورية حيث شهدت مدرسة «بوهانغ» المتوسطة للفتيان اشتباكات عنيفة بين الفيلق الثالث لقوات المشاة الكورية الجنوبية وكوريا الشمالية، مدرسة «بوهانغ» تلك القاعدة الإستراتيجية المحدودة كانت بمثابة البوابة الصغرى لنهر «ناكدونغ» حيث الاشتباكات العنيفة بين الكوريتين، فكانت تلك القاعدة عبارة عن 71 طالبًا مُتطوِعًا من المدرسة المتوسطه وكانت تحت قيادة الطالب «أوه جونغ بيوم».

## روابط خارجية
- 71: في النار على موقع IMDb (الإنجليزية)
- 71: في النار على موقع روتن توميتوز (الإنجليزية)
- 71: في النار على موقع ألو سيني (الفرنسية)
- 71: في النار على موقع Turner Classic Movies (الإنجليزية)
- 71: في النار على موقع أول موفي (الإنجليزية)
- 71: في النار على موقع بوكس أوفيس موجو (الإنجليزية)
- 71: في النار على موقع فيلمافينيتي (الإسبانية)
- 71: في النار على موقع قاعدة بيانات الأفلام السويدية (السويدية)
- 71: في النار على موقع قاعدة بيانات الفيلم (الإنجليزية)
- 71: في النار على موقع ليتربوكسد (الإنجليزية)